# شهرستان آشورو، هوکایدو

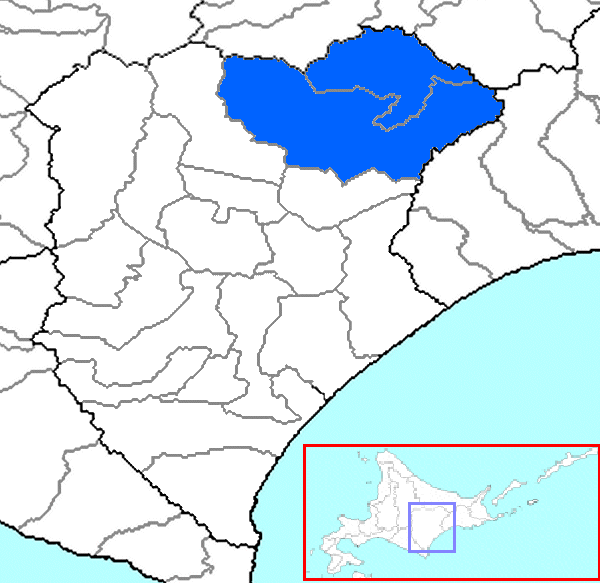

شهرستان آشورو (انگلیسی: Ashoro District, Hokkaido) یکی از شهرستان‌های ژاپن است که در استان هوکایدو در ژاپن واقع شده است.